# Zasada de Saint-Venanta
Zasada de Saint-Venanta głosi:
"Jeżeli dany układ sił - działających na niewielki obszar ciała sprężystego będącego w równowadze - zastąpimy innym układem sił statycznie równoważnym i działającym bezpośrednio na ten obszar, to w odległości przewyższającej jego wymiary, powstają jednakowe, uśrednione stany: naprężenia, odkształcenia i przemieszczenia". Przez równoważne układy sił rozumie się przy tym takie układy, które mają te same wypadkowe wektory siły i momentu.
Zasadę de Saint-Venanta szeroko wykorzystuje się w wytrzymałości materiałów i mechanice budowli.
Ilustracją zasady jest rysunek. Pokazuje on pręt rozciągany przez siły przyłożone punktowo w środku ciężkości przekroju na obu końcach. W bezpośredniej bliskości końców stan naprężenia odpowiada rzeczywistemu stanowi obciążenia. W dostatecznej odległości od końców uśrednia się i równy jest sumie sił podzielonej przez pole przekroju pręta.